# Episodi di Black Sails (prima stagione)
La prima stagione della serie televisiva Black Sails, composta da 8 episodi, è stata trasmessa dal canale statunitense via cavo Starz dal 25 gennaio al 15 marzo 2014.
In Italia, la stagione è andata in onda in prima visione sul canale satellitare AXN dal 22 settembre al 27 ottobre 2014. È stata trasmessa in chiaro dal 30 novembre 2015 al 18 gennaio 2016 su Rai 4.
Al termine di questa stagione esce dal cast principale Mark Ryan.
| nº | Titolo originale | Prima TV USA     | Prima TV Italia   |
| -- | ---------------- | ---------------- | ----------------- |
| 1  | I.               | 25 gennaio 2014  | 22 settembre 2014 |
| 2  | II.              | 1º febbraio 2014 | 22 settembre 2014 |
| 3  | III.             | 8 febbraio 2014  | 29 settembre 2014 |
| 4  | IV.              | 15 febbraio 2014 | 6 ottobre 2014    |
| 5  | V.               | 22 febbraio 2014 | 13 ottobre 2014   |
| 6  | VI.              | 1º marzo 2014    | 20 ottobre 2014   |
| 7  | VII.             | 8 marzo 2014     | 27 ottobre 2014   |
| 8  | VIII.            | 15 marzo 2014    | 27 ottobre 2014   |

## I.
- Titolo originale: I.
- Diretto da: Neil Marshall
- Scritto da: Jonathan E. Steinberg e Robert Levine

### Trama
Un mercantile è sotto attacco dei pirati di Flint e Parrish, il capitano, ordina ai suoi uomini di rispondere al fuoco. Uno di loro però, fugge di nascosto nella stiva dove incontra il cuoco di bordo che lo deride per la sua vigliaccheria. Quando il marinaio gli risponde per le rime, al cuoco cade a terra una pagina misteriosa. L'uomo, incuriosito, chiede di che si tratta e il cuoco per tutta risposta sguaina la spada e tenta di ucciderlo.
Nel frattempo Parrish e i suoi perdono la battaglia e si devono arrendere ai pirati che sfondando la porta della stiva, trovano in vita solo il marinaio. Il marinaio si presenta come John Silver e si finge cuoco. Avuta la nave, Flint si consulta con il suo quartiermastro Gates che è molto preoccupato: da mesi i profitti dei saccheggi sono scarsi, l'equipaggio è sempre più scontento e Singleton, uno dei pirati, sta organizzando un ammutinamento. Flint però, rimane ottimista perché si sta avvicinando al suo vero obiettivo: ottenere la rotta segreta della Urca de Lima, un galeone spagnolo pieno d'oro e poco scortato. Mesi prima, infatti, una spia di Flint aveva scoperto che Parrish aveva tracciato la rotta della Urca sul proprio diario di bordo, dopo averla appresa da un ufficiale spagnolo in fin di vita. Quando Flint apre il diario di bordo si accorge che la pagina della rotta è stata strappata. Gates, l'unico della ciurma a conoscere il piano del capitano, esorta Flint a dire tutto all'equipaggio, ma lui si rifiuta, esce dalla cabina e cerca di estrapolare, con discrezione, informazioni a Parrish. L'uomo si rifiuta di rispondere, così Flint lo lascia in balia di Singleton che lo uccide. Singleton chiede poi a Gates di reclutare altri cinque uomini, ma questi gliene concede solo uno: il cuoco.
Allo sbarco su New Providence, l'isola anarchica dei pirati, la ciurma porta Silver (in possesso della pagina mancante) al bordello di Nassau, la città dei pirati, dove conosce la prostituta Max. Questa, intuendo il grande valore della pagina, si offre di trovare un acquirente in cambio della metà del ricavato e Silver accetta.
Flint invece, decide di andare ad Harbour Island dove vive Richard Guthrie, gestore del mercato nero di New Providence e su consiglio di Gates porta con sé Billy, il nostromo della nave. In presenza di Billy, Flint racconta a Richard della Urca e gli impone di presentargli un contatto di Parrish per avere informazioni sulla rotta. La conversazione si interrompe quando entra nella stanza il capitano Hume della marina inglese. Hume accusa Richard di essere il gestore del mercato nero dei pirati e cerca di arrestarlo, ma Guthrie, anche se ferito da un proiettile, riesce a fuggire a New Providence assieme a Flint e Billy.
Intanto sull'isola dei pirati, Gates ottiene un prestito da Eleanor, figlia di Richard, usa i soldi ottenuti per corrompere gli uomini fedeli a Singleton e con la sua parlantina convince anche un membro di spicco della ciurma a sostenere Flint. Durante la notte però, l'uomo di spicco viene ucciso dal capitano Vane e dai suoi alleati Jack Rackham ed Anne Bonny: il loro piano è togliere a Flint il ruolo di capitano in modo da ottenere i suoi uomini. Jack viene poi avvicinato da Max che gli propone di comprare la pagina della rotta. Infuriata per l'accaduto, Eleanor affronta Vane, ma l'uomo la atterra con un pugno, dicendole che anche se un tempo erano amanti non può rivolgersi a lui in quel modo. Umiliata, la ragazza si rialza e va al bordello dove si apparta con Max: le due sono amanti da tempo al punto che Max si concede solo ad Eleanor.
Il giorno dopo Singleton indice una votazione per farsi nominare capitano al posto di Flint, ma questo racconta al proprio equipaggio della Urca di Lima, accusando Singleton di essere il ladro della pagina della rotta. Singleton respinge l'accusa, rifiuta il processo e come da usanza a New Providence affronta Flint in un duello con spade all'ultimo sangue. Dopo una dura lotta che finisce a calci e pugni, Flint uccide selvaggiamente Singleton, infila la mano nella tasca dell'avversario ed estrae un foglio che porge a Billy. Billy nota che il foglio è bianco, ma mente, dicendo a tutti che si tratta della rotta della Urca de Lima. Dopo queste parole, l'equipaggio emette un boato di trionfo, dando di nuovo piena fiducia al capitano.
- Guest star: Anthony Bishop (Singleton), Lawrence Joffe (Randall), Jannes Eiselen (Dufresne), Dylan Skews (Logan), Lise Slabber (Idelle), Richard Lukunku (Joshua), Graham Hopkins (Capitano Parrish), Winston Chong (Joji), David Dukas (Capitano Hume), Alistair Moulton Black (Dottor Howell), Jeremy Crutchley (Morley), Joe Vaz (Cuoco della nave), Russ McCarroll (Fisher), Rob Coutts (Primo ufficiale 1), Godfrey Johnson (Uomo magro), Ernest Ndlovu (Mosiah), Paul Snodgrass (Sanderson), Eddy Ngomba Kalonji (Levi), Pierre Malherbe (Nostromo), Dan Hirst (Peter il Ripetitore), Kyle Isaacs (Servo).
- Ascolti USA: telespettatori 846 000[2]

## II.
- Titolo originale: II.
- Diretto da: Sam Miller
- Scritto da: Jonathan E. Steinberg e Robert Levine

### Trama
Billy confida a Gates che in realtà Flint non ha la rotta della Urca de Lima, mostrandogli la pagina bianca. Subito dopo il capitano convoca i due nella sua cabina e deduce che l'unico a poter avere la pagina è Silver, in quanto unico membro della ciurma di Parrish a non essere stato perquisito. I tre escono rapidamente dalla cabina e inseguono Silver, ma questo astutamente si getta in mare e sale su una scialuppa diretta verso la spiaggia. In spiaggia, Silver depista i suoi inseguitori e dopo averli seminati si reca al bordello dove incontra Max, impegnata a masturbare un cliente, dicendole che è stato scoperto e l'unico modo per cavarsela è vendere la pagina per poi fuggire entro l'alba verso Port Royal.
Nel frattempo, Vane cerca di guadagnare il perdono di Eleanor, ma inutilmente, mentre Gates smette di cercare Silver e si siede comodamente ad osservare due uomini che discutono del valore di due quadri. Appena Billy lo vede gli chiede spiegazioni, ma Gates, sornione, gli dice che al cuoco conviene scambiare la rotta per beni di valore e facilmente trasportabili come perle o gioielli. Di questi beni però, è necessario conoscere il valore esatto e l'unico stimatore dell'isola si trova proprio davanti ai loro occhi, quindi per trovare Silver basterà seguire lo stimatore. Inoltre, il quartiermastro raccomanda a Billy di non dire alla ciurma dell'innocenza di Singleton per evitare di creare divisioni nell'equipaggio prima di ottenere l'oro della Urca. Intanto Jack si procura delle perle per pagare la rotta, ma viene scoperto dal capitano Vane così Jack gli rivela tutto, convincendolo della bontà dell'affare. Flint invece, si reca da Eleanor e le rivela della Urca de Lima. In assenza di Flint, Vane si reca di nuovo da Eleanor chiedendole di perdonarlo, ma anche questa volta la ragazza non vuole sentire ragioni.
Gates e Billy pedinano lo stimatore e raggiungono il bordello dove l'uomo incontra segretamente Jack e Max per valutare le perle. Silver, attraverso un buco nel muro, osserva e origlia dalla stanza accanto. A valutazione finita, lo stimatore riceve dei soldi e lascia soli Jack e Max che decidono di effettuare lo scambio la notte stessa alla Baia dei Relitti. A questo punto irrompe nella stanza il capitano Vane che afferra la prostituta per il collo, accusandola di truffa: Eleanor gli ha detto che Flint ha già la rotta. Jack si accorge dell'occhio di Silver e lo spinge a scappare, conficcando un coltello nel buco del muro. Quando Vane vede Silver scappare, si convince che la ragazza dice il vero e le lascia il collo, andandosene con Jack. Più tardi, Max rivela a Eleanor di essere l'intermediaria nello scambio delle perle e chiede alla ragazza di fuggire con lei, ma Eleanor chiama Flint, Gates e Billy obbligando Max a rivelare il luogo dello scambio e, di fatto, lasciandola. Una volta sola, Max scoppia in lacrime.
Di notte alla Baia dei Relitti, Vane e Jack cercano di effettuare lo scambio, ma Silver astutamente manda loro un intermediario senza la rotta a prendere le perle. Vane, adirato, uccide l'intermediario e ordina a Silver di mostrarsi, ottenendo come risposta un altro intermediario senza la rotta. A questo punto Gates sorprende Silver alle spalle e spara, gettandosi all'inseguimento dell'uomo con Flint e Billy. Anche Jack e Vane inseguono John, ma rinunciano poiché il primo cade in acqua, perdendo tutte le perle. Alla sua cattura, Silver dice a Flint di aver memorizzato la rotta e aver gettato la pagina nel fuoco in modo da non essere ucciso: Flint non può far altro che darlo in custodia ad Eleanor e farlo sorvegliare da Billy.
Consegnato Silver, Flint torna a casa dove ad aspettarlo c'è una donna. Sentendosi al sicuro, l'uomo si siede sul pavimento e tira un sospiro di sollievo.
- Guest star: Anthony Bishop (Singleton), Jeremy Crutchley (Morley), Lawrence Joffe (Randall), Jannes Eiselen (Dufresne), Dylan Skews (Logan), Lise Slabber (Idelle), Toni Caprari (Noonan), David Butler (Frasier), Fiona Ramsay (Signora Mapleton), Graham Weir (Capitano Naft), Greg Viljoen (Pirata della masturbazione), Quentin Krog (Turk), Martin Le Maitre (Capitano Bridge), Leon Clingman (Stimatore), Johan Louw (Membro della ciurma), Oscar Freeman (Ragazzo), Chris April (Uomo anziano 1), David Osborne (Uomo anziano 2).
- Ascolti USA: telespettatori 840 000[3]

## III.
- Titolo originale: III.
- Diretto da: Neil Marshall
- Scritto da: Jonathan E. Steinberg e Robert Levine

### Trama
Flint si sveglia a casa e la donna che è con lui gli cambia la fasciatura: i due sembrano in grande confidenza. Poco dopo sopraggiunge Gates con Richard Guthrie che, ferito, viene affidato alle cure della donna. Flint e Gates invece, si recano da Eleanor e i tre assieme a Billy costringono Silver a tracciare la rotta della Urca de Lima su un foglio. Silver però, ne traccia solo una parte, dicendo loro che fornirà la parte mancante solo se avrà una quota del bottino e se potrà imbarcarsi con loro. Flint, sorridendo divertito, accetta. Billy però, non d'accordo con lui, lascia la stanza in segno di protesta; Gates lo segue e lo ferma, chiedendogli cosa non va, allora Billy gli confida i suoi timori: alcuni membri dell'equipaggio nutrono ancora rancore verso Flint e se sapessero che Silver è il vero ladro della pagina della rotta potrebbero organizzare un ammutinamento. Saputo questo, Gates lo spinge a indagare con discrezione, ma minimizza il pericolo e lo rassicura, tornando dal suo capitano. Per catturare la Urca, Flint ha bisogno di una seconda nave e di nuovi cannoni così manda Gates dal capitano Hornigold per chiedergli in prestito la sua nave, la Royal Lion, mentre per i cannoni chiede a Eleanor che glieli promette senza battere ciglio.
In casa di Flint, la donna e Richard iniziano a parlare e lei si presenta come la signora Miranda Barlow. All'arrivo del pastore Lambrick, Richard corre a nascondersi mentre lei riceve il pastore in veranda. Questo minaccia velatamente Miranda e le offre protezione dalla marina inglese se offrirà informazioni sul suo compagno, ma lei gli augura buona giornata e torna in casa, rifiutando la proposta.
Rimasti soli, Eleanor è rimproverata dal signor Scott, il suo assistente, che le ricorda la mancanza dei cannoni e il tentato arresto di suo padre, evento questo che se si venisse a sapere bloccherebbe tutti i commerci dell'isola. Eleanor però, gli risponde che a breve comprerà i cannoni del capitano Bryson, ma Scott le ricorda che l'uomo non le venderebbe mai i suoi cannoni allora la ragazza si reca da suo padre e le chiede di aiutarlo a persuadere Bryson.
Nel frattempo Gates si reca dal capitano Hornigold, proprietario del forte che protegge Nassau, ottenendo in prestito la sua nave e il suo equipaggio in cambio di una quota del bottino per lui e i suoi uomini, mentre Jack è minacciato dagli uomini di Vane che pretendono un risarcimento in tempi brevi per la perdita delle perle. Quando Jack incontra Gates in osteria lo convince a reclutare l'equipaggio di Vane al posto di quello di Hornigold. A questo punto Flint e Vane si alleano, ma si scopre che Vane tiene segregata Max sotto custodia di Jack, la quale rivelerebbe a qualcuno dello scambio con Silver vanificando così l'alleanza appena nata.
I due capitani, assieme ai loro quartiermastri Gates e Jack, si riuniscono così con Eleanor per organizzare la spedizione all'Urca de Lima e la spartizione del bottino. Quando Jack chiede come garante dell'operazione Richard Guthrie, Eleanor dice loro che il padre non ne è al corrente e che sarà lei la garante, cosa che fa infuriare i presenti eccetto Vane che a sorpresa difende la ragazza e convince gli altri ad accettarla come garante. Colpita dall'atteggiamento di Vane, Eleanor si reca da lui al termine della riunione e si concede al pirata. Poco dopo i due sentono delle urla e Jack irrompe nella stanza dei due amanti, chiedendo l'aiuto del capitano e imprecando per la presenza di Eleanor. Insospettita, la ragazza esce dalla stanza e scopre che alcuni uomini di Vane stavano stuprando Max. Infuriata per l'accaduto Eleanor destituisce Vane come capitano, dicendo ai suoi uomini che se volevano ancora vendere qualcosa dovevano passare sotto la ciurma del capitano Flint. A questa proposta quasi tutti gli uomini di Vane passano a Flint che, con un gesto d'intesa, nomina Gates capitano della Ranger, la nave di Vane. Questo invece, rimane con un pugno di fedelissimi fra cui Jack, Anne e i due stupratori di Max la quale però sceglie di rimanere con Vane per risarcirlo della perdita delle perle e, allo stesso tempo, far soffrire Eleanor per averla lasciata.
Intanto Billy porta Silver da Randall (il cuoco pazzo della Walrus) e lo costringe a pelare patate, chiedendo a Randall di sorvegliarlo. Parlando con il cuoco, Silver scopre che questo è uno degli uomini che odiano Flint e fingendo di pensarla come lui si fa dire i nomi degli altri potenziali ammutinati. Mentre Billy indaga, Silver va da lui, spifferandogli i nomi dei probabili sovversivi. Stando al parere di Silver che aveva parlato con tutti e tre i potenziali ribelli non c'è pericolo, ma Billy non è d'accordo e temendo il potenziale ammutinato Morley lo affronta di notte sul ponte della Walrus quando gli altri marinai sono sottocoperta. Durante la discussione, Morley ribadisce il suo odio per Flint che, a suo dire, tratta i membri dell'equipaggio come oggetti da usare per conseguire i suoi scopi personali e, per provarlo, racconta a Billy la storia della signora Barlow.
- Guest star: Jeremy Crutchley (Morley), Patrick Lyster (Capitano Benjamin Hornigold), Lawrence Joffe (Randall), Jannes Eiselen (Dufresne), Mark Elderkin (Pastore Lambrick), Dylan Skews (Logan), Neels Clasen (Hamund), Quentin Krog (Turk), Richard Antrobus (Phillip), Winston Chong (Joji), Georgie Calverley (Ranger membro della ciurma).
- Ascolti USA: telespettatori 671 000[4]

## IV.
- Titolo originale: IV.
- Diretto da: Sam Miller
- Scritto da: Brad Caleb Kane

### Trama
Ancora sorpreso per la promozione a capitano, Gates propone Billy come nuovo quartiermastro della Walrus e tutti accettano la sua idea. Subito dopo Billy avverte che la Walrus ha bisogno del carenaggio in vista dell'inseguimento alla Urca de Lima e indica la spiaggia dove avverrà l'operazione. A questo punto interviene De Groot, membro della ciurma, che ritenendo la spiaggia non adatta allo scopo, chiede di rinviare il carenaggio fino a quando avranno trovato un luogo migliore. Ma Flint non è d'accordo con lui e pur riconoscendo la validità delle obiezioni di De Groot sostiene che sia indispensabile effettuare l'operazione il prima possibile. Per placare gli animi, Billy mette le due proposte ai voti. Quasi tutti i pirati sono d'accordo con la proposta del capitano Flint eccetto Morley che ribadisce il suo no a gran voce. A votazione conclusa, la ciurma inizia il carenaggio sulla spiaggia designata e chiede a gran voce una tenda per divertirsi con qualche prostituta durante le pause. All'inizio Billy rifiuta più volte, ma poi rassegnato fa installare la tenda.
In spiaggia Morley affronta Billy, accusandolo di codardia per non essersi opposto all'idea di Flint neanche dopo aver saputo la storia della signora Barlow. Ma Billy respinge le sue accuse e lo allontana. In un flashback della sera prima Morley racconta a Billy che anni fa il capitano ordinò la caccia alla Maria Alayne, una nave inglese che a suo dire era piena d'oro e gioielli. Dopo un assalto duro e difficile in cui morirono molti uomini, i pirati superstiti trovarono un bottino molto misero sulla nave che non valeva neanche lontanamente gli sforzi fatti. In quel frangente il marinaio racconta di aver origliato da una stanza chiusa un uomo che uccideva una coppia di inglesi, probabilmente i proprietari della nave. Quando l'assassino uscii, Morley scoprii che si trattava di Flint e poco dopo a Nassau lo stesso Morley udii il capitano parlare a Miranda Barlow e dirle due parole: "Sono morti". A detta del marinaio c'è solo una spiegazione a tutto questo: Flint aveva ucciso la coppia di inglesi solo per vendetta e su ordine della Barlow.
Tornando al presente, Billy lavora duramente per il carenaggio e rimprovera due uomini che avevano legato una cima alla palma sbagliata, ordinando loro di scioglierla e legarla alla palma vicina. I due però non gli obbediscono e vanno in pausa. Silver invece, diventato il nuovo cuoco della ciurma, subisce gli insulti di un membro dell'equipaggio che lo accusa di aver cucinato male il maiale, ma Flint interviene, assaggia il cibo e difende il cuoco. Appena l'accusatore torna al lavoro però, il capitano sputa il cibo per terra, rimproverando Silver e insegnandogli a cucinare un maiale al meglio. Poco dopo Silver ricambia il favore, segnalando al capitano che Billy ha parlato con Morley di una certa signora Barlow e questo potrebbe portarlo a una crisi di coscienza e a rivelare tutto ciò che sa.
Nel frattempo l'intuizione di Billy si rivela giusta: la palma sbagliata si sradica a causa del peso della nave e rischia di schiacciare tutti gli uomini impegnati a lavorare sulla parte di scafo sollevato. Questi si mettono rapidamente in salvo eccetto Randall che per salvare il suo gatto tarda a scappare e si ritrova con una gamba schiacciata. Flint e Morley accorrono in suo aiuto e provano a tirarlo fuori, ma non riescono a estrarlo. Avendo poco tempo, Billy e gli altri tirano le cime, sollevando di poco la nave mentre Flint taglia la gamba di Randall e con l'aiuto di Morley lo tira fuori. Per evitare che le cime si spezzino da sole ribaltando la nave, Billy ordina di tagliare le corde, ma così facendo schiaccia inavvertitamente Morley, uccidendolo. In seguito Billy si confida con Gates, dicendogli che Morley aveva ragione e che lui ha davvero paura di Flint.
Intanto Vane è a pezzi e si è dato all'oppio, avendo, in preda alla droga, la visione di un uomo grosso e barbuto che lo fissa con aria minacciosa, mentre Max con le sue arti amatorie conquista la benevolenza dei fedelissimi di Vane eccetto uno che continua a malmenarla e stuprarla. Le urla di Max scuotono l'animo di Anne che comincia a impietosirsi di lei. Jack invece, cerca un intermediario per vendere le proprie merci a Eleanor, ma non trova nessuno disposto ad assumersi il rischio e subisce le minacce di Noonan, proprietario del bordello di Nassau, che vuole Max indietro.
Di notte Vane in preda alle visioni vede prima Eleanor che lo esorta a non avere paura e poi di nuovo l'uomo grosso e barbuto. Incuriosito dalla visione, Vane si alza e cerca di raggiungere l'uomo, ma la visione si dissolve e al posto dell'uomo grosso e barbuto trova Noonan che inizia a malmenarlo assieme a due complici. Noonan, dopo aver deriso Vane, ordina ai suoi di ucciderlo. Quando però la pistola dello scagnozzo di Noonan si inceppa, Vane ne approfitta, disarma l'avversario, uccide i due scagnozzi e atterra il proprietario del bordello con un pugno e un calcio. Noonan supplica di risparmiargli la vita, ma Vane lo uccide senza remore, calpestandogli il collo fino a soffocarlo.
Miranda Barlow invece, intenta a coltivare il suo orto, subisce i dispetti di un bambino che le tira due sassi e scappa via, chiamandola strega. Poco dopo la donna riceve la visita del pastore Lambrick che la trova in compagnia di Richard Guthrie. Richard chiede al pastore se lo riconosce e questo risponde di sì: è l'uomo che ha portato i demoni (pirati) a New Providence. Il signor Guthrie dà ragione al pastore, ma promette che presto e per sempre si sbarazzerà dei demoni.
Nel frattempo Eleanor riceve Bryson, appena sbarcato a Nassau, e lo accompagna da suo padre per convincerlo a vendere i cannoni della sua nave, l'Andromaca. Tradendo la fiducia del signor Scott, che le aveva chiesto di non costringere Bryson a cedere i cannoni dato che questo aveva amicizie troppo potenti, Eleanor fa appostare uomini armati a tutte le uscite per evitare, in caso di rifiuto, la fuga al capitano dell'Andromaca. Prima dell'incontro con Bryson, Richard Guthrie chiede l'aiuto del signor Scott: se Eleanor avesse quei cannoni e la Urca de Lima, le ripercussioni a livello internazionale sarebbero tremende e lui non sarebbe più in grado di proteggere la figlia. A trattativa conclusa, Bryson dice a Eleanor che avrà i suoi cannoni, ma non mantiene la promessa e fugge indisturbato grazie a Scott che aveva impedito il controllo del carico dell'Andromaca. Quando Flint lo viene a sapere, ordina ai suoi di inseguire Bryson.
- Guest star: Jeremy Crutchley (Morley), Lawrence Joffe (Randall), Langley Kirkwood (Capitano Bryson), Dylan Skews (Logan), Neels Clasen (Hamund), Patrick Lyster (Capitano Benjamin Hornigold), Andre Jacobs (De Groot), Mark Elderkin (Pastore Lambrick), Toni Caprari (Noonan), Dean McCoubrey (Hayes), Garth Collins (Albinus), Karl Thaning (O'Malley), Richard Wright-Firth (Muldoon), Winston Chong (Joji), Frans Hamman (Slade), Geoff Kukard (Froom), Jarrid Geduld (Crisp), Greg Parvess (Gruenwald), Joel Lurie (Bambino di Gladwyn).
- Ascolti USA: telespettatori 672 000[5]

## V.
- Titolo originale: V.
- Diretto da: Marc Munden
- Scritto da: Doris Egan

### Trama
In mare aperto, Flint e il suo equipaggio danno la caccia all'Andromaca, la nave di Bryson. Sul ponte della Walrus, Billy e Flint hanno un sincero scambio di opinioni in cui Billy chiede della signora Barlow, giudica le informazioni sulla Urca de Lima poco affidabili e rimprovera il capitano per le azioni troppo avventate quali il carenaggio, costato la vita a Morley, e l'inseguimento a Bryson. A detta di Billy, infatti, non è neanche detto che riescano a ritrovare l'Andromaca. Flint, dal canto suo, controbatte, dicendo che la signora Barlow è la sua compagna, di aver intuito le possibili rotte dell'Andromaca e conferma i dubbi del ragazzo sulla Urca de Lima, ma giudica dannoso riferirli alla ciurma, invitando Billy a fare altrettanto.
Le intuizioni di Flint si rivelano corrette: la Walrus intravede l'Andromaca così Flint ordina di issare i parrocchetti, portando la nave alla massima velocità. De Groot però, ritenendo troppo pericoloso issarli, non vuole obbedire e chiede l'opinione di Billy al riguardo. Billy, intimorito dallo sguardo di Flint, dà ragione al capitano e ordina di issare i parrocchetti: la nave rischia di ribaltarsi e solo l'intervento di Flint che prende il timone permette alla Walrus di mantenere la rotta.
Poco dopo Billy dà una pistola a Dufresne, il giovane contabile, informandolo che hanno bisogno anche di lui per l'assalto. Dufresne protesta, ma Billy notando lo sguardo impaurito del contabile lo tranquillizza, dicendogli che per un qualche strano motivo nessuno della ciurma è mai morto al primo assalto. In seguito Billy spiega alla ciurma il piano del capitano per attaccare la nave di Bryson. Stando alla spiegazione, l'Andromaca è troppo lontana per essere presa a cannonate e troppo veloce per essere aggirata e intercettata: la loro unica possibilità è aspettare che la nave si disponga perpendicolarmente alla Walrus per colpirla coi cannoni e solo allora sfondare il fianco dell'Andromaca con la prua e assaltarla. Ma Logan, non d'accordo con lui, ritiene l'operazione un suicidio e considera la possibilità che Bryson possa desistere dall'attacco prima dell'abbordaggio, ruotare la propria nave e andarsene. Avendo pensato anche a questo, Flint dice a Logan che il signor Beauclerc convincerà Bryson a proseguire l'attacco.
Informati e convinti della bontà del piano, gli uomini della Walrus si preparano all'assalto: la previsione di Flint si rivela esatta e Bryson inizia a colpire la Walrus che prosegue imperterrita verso l'Andromaca che non può spostarsi grazie a Beauclerc che, sulla postazione di vedetta, spara ai timonieri di Bryson permettendo ai compagni di andare all'arrembaggio. Durante l'arrembaggio Dufresne riesce a salire a bordo della nave nemica, viene caricato da un uomo armato di spada e gli spara, ma a causa della sua pessima vista lo manca. Allora il giovane, in un estremo tentativo di difesa, addenta la gola dell'avversario e ne stacca un brandello di carne facendolo morire dissanguato e chiude gli occhi. Al termine della battaglia Billy lo scuote e lo sveglia, dicendogli che hanno vinto. Ma qualcosa non quadra: Bryson non si trova né fra i morti, né fra i feriti e non c'è alcuna traccia dei cannoni. Appena Flint manda tre uomini a perlustrare la stiva, infatti, questi vengono uccisi da colpi di arma da fuoco.
Alla morte degli uomini in avanscoperta, Bryson si reca in una parte della stiva dove si trovano diversi schiavi neri in catene fra cui Scott, tradito dal suo padrone Richard. E costringe uno schiavo a salire sul ponte dell'Andromaca per recapitare un messaggio a Flint. Lo schiavo, in preda al terrore, informa Flint che Bryson si trova nello scafo con venti dei suoi uomini e aspetta solo l'arrivo del suo amico, il capitano Hume della marina inglese che presto verrà a soccorrerlo. Al termine del messaggio, lo schiavo si avventa su Flint armato di una bomba, ma Billy gli spara, uccidendolo e impedendo alla bomba di fare troppi danni. La Scarborough, la nave del capitano inglese Hume, in quel momento appare all'orizzonte.
A Nassau, Richard rovina gli affari di sua figlia quando fa un annuncio alla gente del posto, dicendo loro di essere ricercato dalla marina e che il suo patrimonio è in liquidazione, scatenando così una folla in rivolta, fomentata dal capitano Lilywhite, che pretende da Eleanor il saldo dei debiti che ha con loro. La ragazza manda a chiedere l'aiuto di Hornigold e di altri capitani. Una volta riuniti i capitani, Eleanor propone loro di fondare un Consorzio per gestire le attività illecite di Nassau senza suo padre e tutti accettano eccetto Hornigold che, in cambio della sua adesione, pretende il ritiro del bando al commercio del capitano Vane.
Nel frattempo, Charles Vane assieme a Jack ed Anne Bonny si reca al bordello dove Jack porge una lettera alla maitresse, la signora Mapleton, dicendole che nella lettera Noonan cede il bordello a Vane. La signora Mapleton però non crede a Jack e pretende un aumento per mantenere il suo silenzio. Il quartiermastro accetta. In seguito, Max è riaccompagnata al bordello, ma ciò scatena le proteste di Hamund, l'uomo che stupra Max, che assieme agli altri fedelissimi di Vane pretende di avere Max a sua disposizione e di partecipare alla rivolta del capitano Lilywhite. Al rifiuto netto di Jack, Hamund ribadisce che ora non prendono più ordini da lui e chiede l'opinione del capitano Vane. Charles però si reca al piano di sopra senza fornire alcuna risposta così Hamund e i suoi se ne vanno.
Al piano di sopra, Vane riceve le attenzioni di una prostituta che parla male di Eleanor, ma l'uomo le risponde, dicendo che non si può odiare Eleanor solo perché nessuno è in grado di tenerle testa. Quando la prostituta chiede a Vane se lui sia in grado di tenerle testa, lui le risponde che è giunto il momento di scoprirlo. Poco dopo l'uomo si reca in spiaggia, sale su una piccola imbarcazione e prende il largo, rifiutando di dire a Jack dove sta andando.
- Guest star: Langley Kirkwood (Capitano Bryson), Lawrence Joffe (Randall), Andre Jacobs (De Groot), Jannes Eiselen (Dufresne), Lise Slabber (Idelle), Patrick Lyster (Capitano Benjamin Hornigold), Dean McCoubrey (Hayes), David Butler (Frasier), Dylan Skews (Logan), Karl Thaning (O'Malley), Neels Clasen (Hamund), Winston Chong (Joji), Fiona Ramsay (Signora Mapleton), Richard Lukunku (Joshua), Graham Clarke (Capitano Lilywhite), Jarrid Geduld (Crisp), Shaun Acker (Beauclerc), Siya Mayola (Schiavo), John Herbert (Capitano Lawrence), Graham Weir (Capitano Naft), Melissa Haiden (Puttana angustiata).
- Ascolti USA: telespettatori 744 000[6]

## VI.
- Titolo originale: VI.
- Diretto da: T. J. Scott
- Scritto da: Heather Bellson

### Trama
Calata la notte, l'equipaggio della Walrus approfitta del buio per pensare a un piano su come arrivare alla stiva dell'Andromaca e andarsene prima che arrivino le luci dell'alba e la Scarborough del capitano Hume possa trovarli e raggiungerli. Billy legge una lettera della signora Barlow in cui questa chiede di graziare Flint per gli omicidi da lui commessi a bordo della Marie Alayne. Rivela la sua scoperta a Gates ma questi gli chiede di mantenere la notizia segreta.
Sul ponte dell'Andromaca, gli schiavi segnalano la loro presenza a Flint che si allea con loro per espugnare la stiva. Costretto su due fronti (quello interno degli schiavi e quello esterno dei pirati), infatti, Bryson non può impedire che i pirati sfondino la porta e massacrino i suoi uomini. Ferito alla testa e ormai solo, Bryson striscia verso un congegno, ma una schiava si avventa su di lui e lo finisce. Avuta la nave, Flint organizza il trasferimento dei cannoni sulla Walrus e fa imbarcare gli schiavi con lui. Mentre i cannoni vengono spostati sulla Walrus, due uomini dell'equipaggio cercano di prelevare dei barili di polvere da sparo, i quali però fanno attivare il congegno nella stiva che si rivela essere collegato a una carica esplosiva. L'esplosione non solo fa colare a picco l'Andromaca con ancora alcuni cannoni a bordo e rischia di far affondare anche la Walrus, ma rivela anche la loro posizione nel buio alla Scarborough che inizia a bombardarli. Flint allora è costretto a ordinare la fuga. Nella confusione, Billy si accorge che un pennone dell'Andromaca rimasto impigliato a una cima si trova ora in mare e fa da zavorra, rallentando la fuga, e decide di esporsi al fuoco nemico pur di tagliare quella cima. Flint, con la scusa di aiutarlo, si avvicina a lui e gli intima di dirgli se conosce il contenuto della lettera della signora Barlow. Alla risposta affermativa di Billy, lo sguardo di Flint diventa minaccioso. Poco dopo Flint sale sul ponte da solo e dice a tutti che Billy è caduto in mare.
A Nassau, Bonnie decide di prendere posizione contro Hamund che maltratta Max, per questo si reca con riluttanza da Eleanor chiedendo il suo aiuto per uccidere Hamund. Eleanor è disposta ad aiutarla solo a condizione che muoiano anche gli uomini di Hamund, azione necessaria per evitare vendette sgradite. Bonnie accetta la condizione. Con la complicità di Silver, Hamund e i suoi vengono attirati in un'imboscata alla Baia dei Relitti e uccisi. A strage avvenuta, Jack si arrabbia con Bonnie per l'azione sconsiderata e per non averlo consultato. A detta di Jack, infatti, se il capitano Vane dovesse tornare e scoprire tutto le ripercussioni sarebbero tremende, ma Bonnie è convinta che il loro capitano non farà più ritorno. Nel frattempo, Vane raggiunge la destinazione del viaggio intrapreso da solo, incontrando l'uomo grosso e barbuto delle sue visioni.
- Guest star: Langley Kirkwood (Capitano Bryson), Lawrence Joffe (Randall), Andre Jacobs (De Groot), Patrick Lyster (Capitano Benjamin Hornigold), Jannes Eiselen (Dufresne), Dean McCoubrey (Hayes), David Butler (Frasier), Mark Elderkin (Pastore Lambrick), Dylan Skews (Logan), Karl Thaning (O'Malley), Neels Clasen (Hamund), Frans Hamman (Slade), Winston Chong (Joji), Michael McCloud (Lars), Sibongile Mlambo (Eme), Richard Lukunku (Joshua), Richard Wright-Firth (Muldoon), Patrick Lavisa (Babatunde), Graham Clarke (Capitano Lilywhite), John Herbert (Capitano Lawrence), Garth Collins (Albinus), Graham Weir (Capitano Naft).
- Ascolti USA: telespettatori 847 000[7]

## VII.
- Titolo originale: VII.
- Diretto da: Marc Munden
- Scritto da: Michael Angeli

### Trama
Dopo la scomparsa di Billy, Flint dà spiegazioni a Gates a proposito della lettera della signora Barlow. Silver viene accusato da Randall di essere il vero ladro della pagina della rotta e si trova in difficoltà quando viene messo alle strette da Dufresne, il nuovo quartiermastro. Quando Randall scopre di non potersi più imbarcare per via della gamba, Silver gli propone, in cambio del ritiro dell'accusa, di diventare il suo badante in modo che possa imbarcarsi ancora. Randall accetta e ritira l'accusa. Nel frattempo, Eleanor rimane molto delusa quando il signor Scott rifiuta di avere a che fare con lei e con Flint, diventando un membro della ciurma di Hornigold. Jack non ottiene guadagni dal bordello, ma grazie a Max scopre che le prostitute, compresa la signora Mapleton, gli mentono sulle tariffe applicate ai clienti. Bisognoso di una nuova ciurma, Vane fa un patto con l'uomo del suo passato per prendere in prestito i suoi uomini, ma finisce per dover combattere all'ultimo sangue.
- Guest star: Garth Collins (Albinus), Lawrence Joffe (Randall), Andre Jacobs (De Groot), Jannes Eiselen (Dufresne), Lise Slabber (Idelle), Mark Elderkin (Pastore Lambrick), Patrick Lyster (Capitano Benjamin Hornigold), David Butler (Frasier), Sibongile Mlambo (Eme), Dylan Skews (Logan), Winston Chong (Joji), Karl Thaning (O'Malley), Alistair Moulton Black (Dottor Howell), Wonder Kalambay (Ragazzo schiavo), Graham Weir (Capitano Naft), John Herbert (Capitano Lawrence), Fiona Ramsay (Signora Mapleton), Melissa Haiden (Puttana angustiata), Kelly Wragg (Alice), Sazi Silingo (Schiavo a cavallo).
- Ascolti USA: telespettatori 703 000[8]

## VIII.
- Titolo originale: VIII.
- Diretto da: T. J. Scott
- Scritto da: Jonathan E. Steinberg e Robert Levine

### Trama
La caccia all'Urca de Lima inizia quando Silver fornisce a Flint la parte mancante della rotta, portando la ciurma al cospetto della nave spagnola. Insoddisfatta della sua paga al bordello, la signora Mapleton cerca di ricattare Jack: se lei non avrà un aumento di stipendio allora dirà a tutti cosa è davvero successo al signor Noonan. Nel frattempo Vane si prepara a tornare a New Providence con il suo nuovo equipaggio. La situazione di Eleanor cambia quando un piccolo gruppo di uomini prende il controllo del forte di Hornigold e inizia ad affondare navi di approvvigionamento nella baia. Durante la gestione dell'ammutinamento della Walrus, Gates annulla l'attacco della Ranger, mettendo il suo destino nelle mani di Flint.
- Guest star: Lawrence Joffe (Randall), Andre Jacobs (De Groot), Jannes Eiselen (Dufresne), Lise Slabber (Idelle), David Butler (Frasier), Dylan Skews (Logan), Karl Thaning (O'Malley), Winston Chong (Joji), Fiona Ramsay (Signora Mapleton), Patrick Lyster (Capitano Benjamin Hornigold), Richard Lukunku (Joshua), Alistair Moulton Black (Dottor Howell), Richard Wright-Firth (Muldoon), John Herbert (Capitano Lawrence), Graham Weir (Capitano Naft), Alberto Nicolo (Ufficiale spagnolo).
- Ascolti USA: telespettatori 762 000[9]